# 1544 az irodalomban
Az 1544. év az irodalomban.

## Új művek
- Maurice Scève francia szerző fő műve: Délie, objet de plus haute vertu; (Délia, a legfőbb erény tárgya). A 449 tízsoros strófából álló poéma „a spiritualizált szerelem legmélyebb költői kifejezése”.[1]

## Születések

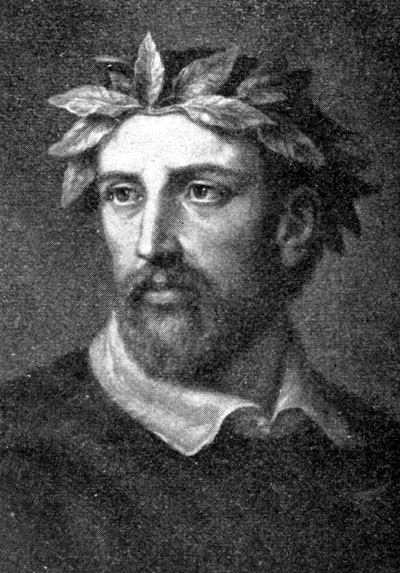
Torquato Tasso

- március 11. – Torquato Tasso itáliai költő, a 16. század egyik legnagyobb alkotója, A megszabadított Jeruzsálem című eposz szerzője († 1595)
- 1544 – Guillaume du Bartas francia író, költő († 1590)
- 1544 – Robert Garnier francia költő, drámaíró († 1590)

## Halálozások
- szeptember 12. – Clément Marot francia költő, a református zsoltároskönyv több zsoltára szövegének szerzője (* 1496)